# Remorcă

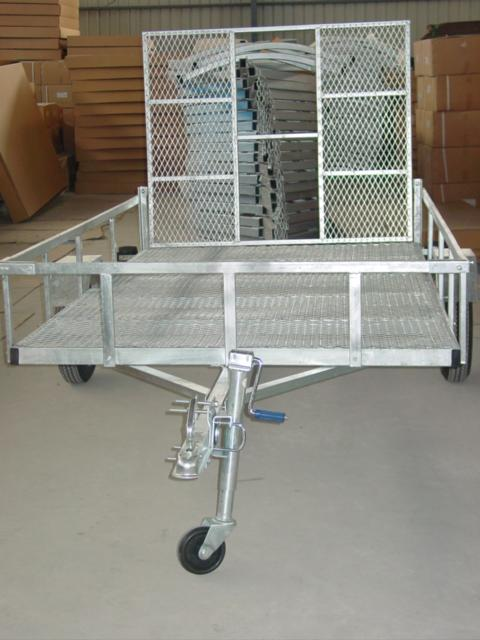
Remorcă simplă

În transportul rutier, o remorcă este un vehicul fără tracțiune, tras (remorcat) de un vehicul cu tracțiune. De obicei, termenul de remorcă se referă la acele vehicule folosite pentru transportul mărfurilor și al materialelor.
Noul Cod Rutier aprobat prin Legea 49 din 08.03.2006 definește următorii termeni:
- remorcă - vehiculul fără motor destinat a fi tractat de un autovehicul sau de un tractor;
- remorcă ușoară - remorca a cărei masă totală maximă autorizată nu depășește 750 kg;
- semiremorcă - remorca a cărei masă totală maximă autorizată este preluată în parte de către un autovehicul sau de către un tractor.

Tot în Codul Rutier se precizează că:  
- Remorca atașată unei biciclete trebuie să fie echipată, în partea din spate, cu un dispozitiv fluorescent-reflectorizant de culoare roșie, iar dacă lumina din spate a bicicletei este obturată de remorcă, aceasta trebuie să fie echipată și cu o lumină de culoare roșie. [1]

## Tipuri de remorci

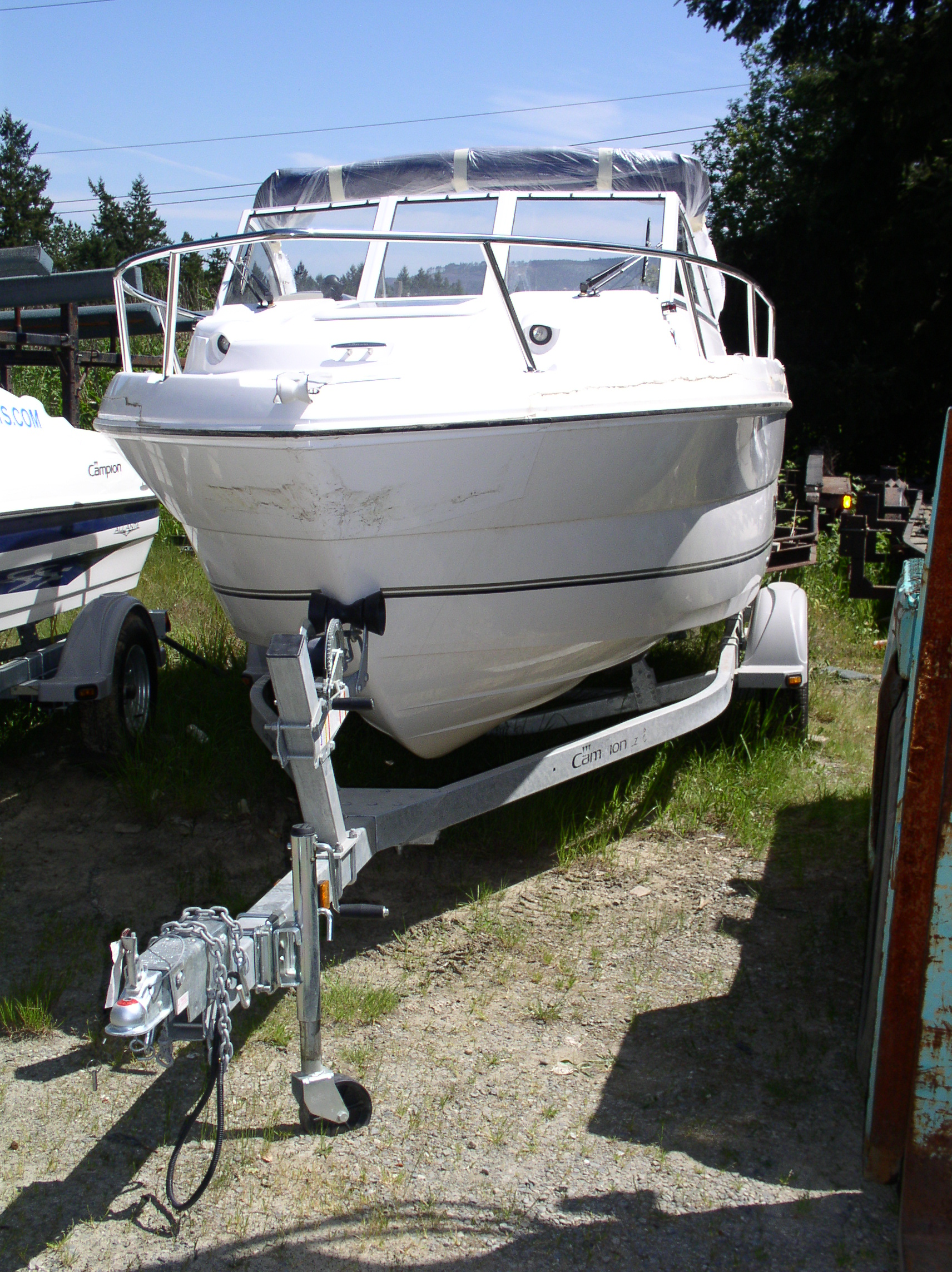
O barcă pe o remorcă cu un singur ax

Unele remorci sunt făcute pentru uz personal (sau pentru companii mici), pentru care orice autovehicul are un cârlig adecvat, dar anumite remorci fac parte din camioane mari numite camioane semi-remorcă, folosite pentru transportul en-gros al mărfurilor.
Remorcile acoperite sau remorcile cu prelată de transportat motocilete pot fi de obicei remorcate de camionete sau furgoane, nefiind necesar pentru a le folosi nici un alt document in afara categoriei B a permisului de conducere. Remorcile specializate, ca de exemplu  remorcile simple deschise, remorcile platformă pentru transportul motocicletelor sau remorcile pentru transportul bicicletelor, sunt mult mai mici si pot fi remorcate si de autoturismele normale.
În prezent remorcile sunt specializate pe foarte mule categorii*, in funcție de tipul incărcăturii. Astfel, există remorci pentru transportul animalelor vii, pentru transportul diferitelor mărfuri, transportul ambarcațiunilor, sky-jet-urilor, motocicletelor , ATV-urilor, transportul altor autoturisme, remorci folosite pe șantier sau remorci publicitare.

## Frâne
Remorcile mari trebuie echipate cu frane. Acestea pot fi electrice , mecanice sau pneumatice (de obicei)